# Albatros B.II
L'Albatros B.II, designazione aziendale L 2, era un biplano da ricognizione biposto sviluppato dall'allora azienda tedesco imperiale Albatros Flugzeugwerke GmbH e prodotto, oltre che dalla stessa, su licenza da alcune altre aziende aeronautiche negli anni dieci del XX secolo.
Utilizzato principalmente dalla Luftstreitkräfte, la componente aerea del Deutsches Heer (l'esercito imperiale tedesco), il B.II venne prodotto in un buon numero di esemplari anche su licenza in Svezia rimanendo in servizio operativo fino al 1929.

## Storia del progetto
Dopo aver sviluppato il loro primo velivolo, l'L 1 meglio noto con la designazione Idflieg B.I, venne affidato un nuovo progetto ad Ernst Heinkel che basandosi sul primo modello disegnò un velivolo che pur rispecchiando la stessa impostazione generale del suo predecessore e comune ai modelli del periodo, un monomotore biplano con carrello fisso, risultò particolarmente riuscito. Portato in volo per la prima volta nel 1914, l'L 2 infatti riuscì ad imporsi sul nascente mercato dell'aviazione non solo nel paese d'origine ma anche all'estero facendo conoscere il marchio Albatros.
Il velivolo si differenziava dal suo predecessore per pochi particolari, una velatura dall'apertura ridotta ed una motorizzazione basata su vari modelli che esprimevano una potenza fino ai 120 PS (88 kW), tuttavia le prestazioni offerte risultarono ragguardevoli. Durante un volo nel 1914 il velivolo riuscì a raggiungere la quota di 4 500 m stabilendo un primato mondiale.
Sottoposto all'attenzione delle autorità militari dell'Idflieg l'L 2 venne dichiarato idoneo al servizio per uso militare e destinato ai reparti di osservazione e ricognizione aerea della Luftstreitkräfte. La tipologia del velivolo rientrava nella classe designata dall'autorità militare tedesco imperiale B-Typ, le cui specifiche imponevano un modello monomotore biposto biplano, per cui assunse la designazione ufficiale B.II mentre al precedente L 1 venne assegnato il B.I.
Ben presto questo tipo di velivolo manifestò dei problemi nelle missioni in condizioni operative durante la prima guerra mondiale: come nei pari ruolo, l'osservatore sedeva all'interno dell'abitacolo anteriore mentre il pilota occupava quello verso coda ma questo limitava di molto lo spazio visivo di entrambi i membri dell'equipaggio. Inoltre l'introduzione dei primi scout, i progenitori dei più moderni caccia, equipaggiati con un poco efficace ma comunque pericoloso armamento, resero il B.II ed i suoi equivalenti molto vulnerabile. Da questa esperienza l'Idflieg emise una nuova specifica dove si invertì la posizione dei membri dell'equipaggio e si equipaggiò con una mitragliatrice difensiva la postazione dell'osservatore, il C-Typ.
Il modello venne sviluppato inoltre in una variante idrovolante a scarponi, conosciuta come W.I o B.II-W, e in una da addestramento-multiruolo, designazione Idflieg B.IIa, dotata di una velatura dalla maggiore apertura ed appositamente realizzata per facilitare la formazione dei nuovi equipaggi.
Successivamente, grazie alla disponibilità di unità motrici della maggior potenza, venne sviluppato un nuovo modello che assunse la designazione Albatros B.III, prodotto in un numero limitato di esemplari.

## Tecnica
L'Albatros B.II riproduceva l'aspetto, divenuto per l'epoca convenzionale, che la tecnologia del tempo abbinata alla necessità di velocità, costi di produzione e rispetto delle specifiche Idflieg, consentivano alle aziende pioniere dell'aviazione militare: monomotore biposto con fusoliera realizzata interamente in legno, velatura biplana e carrello fisso.
La fusoliera, una semi-monoscocca realizzata con struttura in legno con rivestimento multistrato, era caratterizzata da due abitacoli aperti in tandem, l'anteriore destinato all'osservatore ed il posteriore al pilota. Posteriormente terminava in un impennaggio classico monoderiva caratterizzato da una pinna dorsale triangolare raccordata al timone e piani orizzontali controventati da una coppia di montanti obliqui per lato, in una foggia "a freccia" che caratterizzerà anche i successivi modelli dell'azienda.
La configurazione alare era biplana con ala superiore dall'apertura leggermente superiore dell'inferiore, entrambe caratterizzate da un sensibile angolo di diedro positivo. Nei modelli iniziali erano collegate tra loro da una tripla coppia di montanti per lato adottando successivamente una configurazione a doppia coppia di montanti, sempre integrati da tiranti in cavetto in acciaio.
Il carrello d'atterraggio era fisso, molto semplice, montato su una struttura tubolare al di sotto della fusoliera, dotato di ruote di grande diametro collegate da un asse rigido ed integrato posteriormente con un pattino d'appoggio ammortizzato.
La propulsione era affidata ad un motore Mercedes D.II, un 6 cilindri in linea raffreddato a liquido capace di erogare una potenza pari a 120 PS (88 kW), posizionato all'apice anteriore della fusoliera, racchiuso da un cofano metallico ed abbinato ad un'elica bipala in legno a passo fisso.
Come per tutti i modelli B-Typ non era previsto alcun armamento difensivo ma durante il conflitto alcuni esemplari vennero dotati di rastrelliere per bombe leggere e spezzoni.

## Impiego operativo
Con l'inizio della prima guerra mondiale, la crescente necessità di velivoli favorì la produzione in serie dell'Albatros B.II che continuò ad essere utilizzato dai reparti della Luftstreitkräfte nel servizio di prima linea fino all'introduzione dei C-Typ armati e da questi progressivamente sostituiti. Tuttavia la qualità del modello venne sfruttata per tutta la durata della prima guerra mondiale nei reparti di addestramento e, dopo la fine del conflitto, rimase operativo fino al 1919 nella Flygkompaniet, l'aeronautica militare della Svezia, e nella neoistituita Siły Powietrzne, l'aeronautica militare della Polonia, che lo impiegò durante la Guerra sovietico-polacca del 1920.

### Svezia

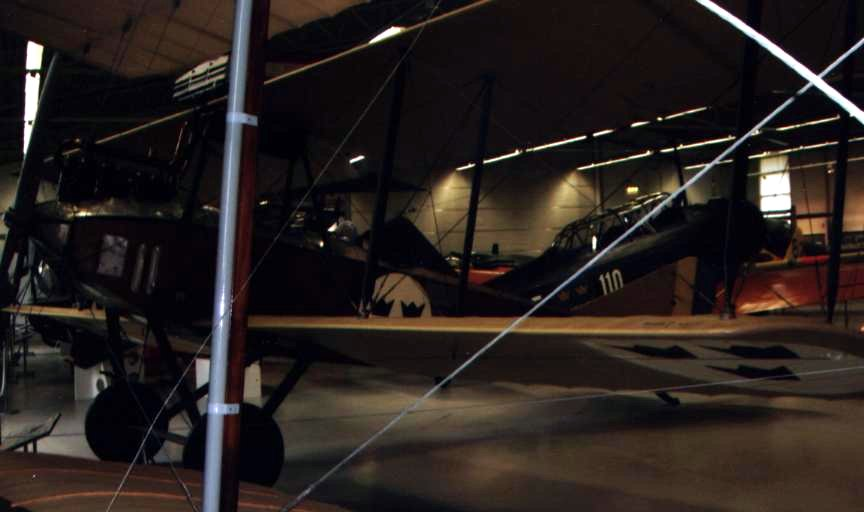
L'Albatros B.IIa di costruzione FVM in esposizione al Flygvapenmuseum, nelle vicinanze di Linköping.

Nel 1914, l'Albatros-Flugzeugwerke GmbH di Berlino-Johannisthal stava compiendo un tour in diversi paesi del nord Europa allo scopo di promuovere i loro nuovi modelli, tra cui un Albatros B.IIa, a quel tempo ritenuto uno dei migliori aerei da addestramento primario. Tuttavia, durante una manovra di atterraggio in territorio svedese il carrello e l'elica rimasero danneggiati pregiudicando la ripresa del volo. A causa dello scoppio della prima guerra mondiale non fu però possibile inviare le necessarie parti di ricambio e l'aereo venne immagazzinato. Solo successivamente riuscì ad essere riparato quindi utilizzato come allenatore nella forza aerea svedese.
Il velivolo quindi fu oggetto di un'operazione di ingegneria inversa, ed i disegni ricavati furono impiegati per avviare una produzione in serie affidata a sei diverse aziende aeronautiche: Svenska Aeroplanfabriken (SAF), Södertelge Werkstäder (SW), Marinens Flygväsende (MFV), Nordiska Aviatikbolaget (NAB), AB Thulinverken e Flygkompaniets Verkstäder Malmen (FVM). Il modello diventò il primo aereo da addestramento utilizzato nell'aviazione svedese ricevendo la designazione ufficiale Sk 1 e Ö2 (le due versioni differivano leggermente, principalmente per la scelta della motorizzazione). Uno degli Albatros B.IIa di costruzione FVM è attualmente in esposizione presso le strutture museali del Flygvapenmuseum, nelle vicinanze di Linköping. Il modello rimase in servizio operativo fino al 1935 ed uno di questi venne in seguito venduto alla Finlandia.

### Finlandia
I NAB Albatros Type 9 (e SW 20 Albatros), Type 12 e Type 17 furono tra i primi modelli adottati dalla Suomen ilmavoimat, l'aeronautica militare finlandese. Utilizzati tra il 1918 ed il 1923 risultavano inizialmente in servizio due Type 9, un Type 12 ed un Type 17, in seguito affiancati da un SW 20 Albatros, modello simile al Type 9.
Il Type 12 scomparve in un volo di collegamento verso la Finlandia ed i suoi resti vennero in seguito scoperti nei dintorni di Eckerö, nelle Isole Åland.
| Finnish Air Force NAB (SW 20) Albatros aircraft | Finnish Air Force NAB (SW 20) Albatros aircraft | Finnish Air Force NAB (SW 20) Albatros aircraft | Finnish Air Force NAB (SW 20) Albatros aircraft | Finnish Air Force NAB (SW 20) Albatros aircraft                |
| Tipo                                            | Designazione ufficiale                          | Numero di serie                                 | Primo volo                                      | Ultimo volo                                                    |
| ----------------------------------------------- | ----------------------------------------------- | ----------------------------------------------- | ----------------------------------------------- | -------------------------------------------------------------- |
| SW 20 Albatros                                  | F2                                              | 27                                              | Acquistato il 20 febbraio 1918 dalla NAB        | Distrutto il 13 aprile 1918                                    |
| Type 9                                          | F4                                              | 3                                               | 16 marzo 1918, Vaasa                            | 4 aprile 1923                                                  |
| Type 9                                          | F6                                              | 6                                               | 15 aprile 1918                                  | Rottamato nel 1918                                             |
| Type 12                                         | F10                                             | 1                                               | 7 marzo 1918                                    | affondato durante un ammaraggio di emergenza il 29 giugno 1918 |
| Type 17 Jagare                                  | F8                                              | 1                                               | 15 aprile 1918, Vaasa                           | 15 aprile 1923                                                 |

## Versioni
B.II
designazione aziendale L 5, versione equipaggiata con motori Mercedes D.I da 100 PS, Benz Bz.II da 110 PS o Mercedes D.II da 120 PS.
B.IIa
designazione aziendale L 30, versione equipaggiata con motori Mercedes D.II o Argus As.II da 120 PS.

## Utilizzatori

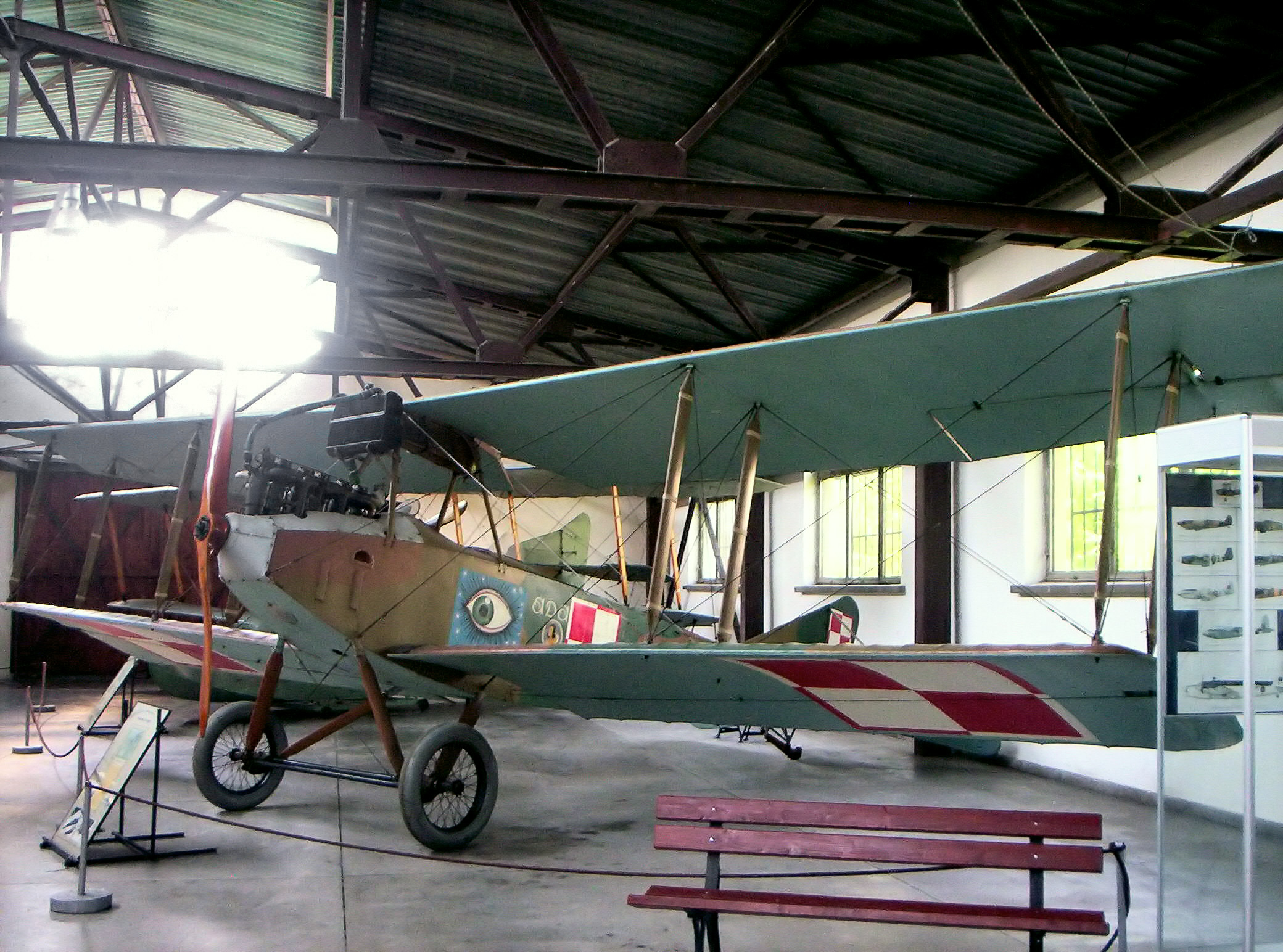
L'Albatros B.II con insegne Siły Powietrzne esposto al Muzeum Lotnictwa Polskiego w Krakowie (Museo dell'aviazione polacca) di Cracovia, Polonia.

Austria-Ungheria
- k.u.k. Luftfahrtruppen

 Bulgaria
- Corpo di aviazione dell'esercito

 Finlandia
- Suomen ilmavoimat

operò con cinque esemplari dopo il termine del conflitto.
 Germania
- Luftstreitkräfte

 Lituania
- Karinės Oro Pajėgos

operò con alcuni esemplari dopo il termine del conflitto.
 Polonia
- Siły Powietrzne

operò con alcuni esemplari dopo il termine del conflitto.
 Regno Unito
- Royal Naval Air Service, Royal Flying Corps, Royal Air Force

operarono con un esemplare dall'agosto 1914 al febbraio 1918.
 Svezia
- Flygkompaniet

operò con 47 esemplari dopo il termine del conflitto.
- Marinens Flygväsen

operò con 5 esemplari tra il 1920 ed il 1929.

## Esemplari attualmente esistenti
Un Albatros B.II è esposto al Muzeum Lotnictwa Polskiego w Krakowie (Museo dell'aviazione polacca) di Cracovia, Polonia.
Un secondo B.I è esposto in Svezia nella collezione del Flygvapenmuseum a Linköping.

### Pubblicazioni
- Philip Jarrett, The Allies' Albatros, in Aeroplane, London, IPC Media Ltd., luglio 2010,  pp. 82-87.